# Joaquín Elo Ayeto
Joaquín Elo Ayeto (Malabo, 1979), más conocido como Paysa, es un activista ecuatoguineano militante del partido Convergencia para la Democracia Social (CPDS), en donde se ha desempeñado como Secretario de Movilización, Propaganda y Participación Ciudadana y Secretario de Juventudes, y fundador de la plataforma civil pro-derechos humanos SOMOS+.

## Biografía
Joaquín Elo Ayeto, conocido como Paysa, es hijo de Tomás Elo Akah, que fue Secretario de Finanzas del Partido del Progreso, y Fortunata Ayeto. Nació el 24 de septiembre de 1979 en el suburbio de Sacriba Fang, Malabo, isla de Bioko. Músico y actor, es conocido por su trabajo denunciando la corrupción y las violaciones de derechos humanos en Guinea Ecuatorial.
El 27 de junio de 2016, Paysa fue detenido sin cargos por tres días. Ese mismo año volvería a ser encarcelado en la prisión de Playa Negra o Black Beach, donde fue torturado.
La madrugada del 25 de febrero de 2019, militares irrumpieron en el domicilio particular de Paysa en Malabo y lo arrestaron. Fue recluido en la Comisaría Central de Malabo, más conocida como «Guantánamo», donde lo interrogaron y torturaron durante horas. Los policías le ataron de pies y manos, lo colgaron del techo y le azotaron los glúteos y las piernas. Posteriormente, el 29 de ese mes, fue juzgado por difamación e injurias al dictador Obiang. Durante su comparecencia, denunció sufrir torturas durante su estancia en comisaría. Fue encarcelado en Playa Negra, en una celda incomunicada los cinco primeros meses y liberado sin más explicaciones el 14 de febrero de 2020.
En 2020 fundó junto a -entre otros- Francisco Ballovera la asociación activista SOMOS+, que lucha por los derechos humanos en Guinea Ecuatorial, que destacó durante el confinamiento del COVID-19 por organizar distribución de alimentos y bienes básicos de consumo en barriadas de Malabo.
De nuevo, el 11 de diciembre de 2022 fue detenido por organizar un acto con motivo del Día Internacional de los Derechos Humanos y fue llevado a la mencionada «Guantánamo».Finalmente, fue puesto en libertad sin cargos tras 365 días de privación de libertad en la prisión Playa Negra.
El 3 de agosto de 2024, fue nuevamente detenido por "reunirse con la embajada francesa como coordinador de la plataforma de la sociedad civil ecuatoguineana SOMOS+". Según Amnistía Internacional, junto con Francisco Ballovera, "inicialmente lo enviaron a la prisión de Black Beach, en Malabo, antes de trasladarlo el 13 de agosto a la prisión de Oveng Azem, en la ciudad oriental de Mongomo, donde permanece en detención en espera de juicio".